# Воронина, Прасковья Алексеевна
Праско́вья Алексе́евна Воро́нина (7 октября 1918 года — после 2003 года) — советский хозяйственный, государственный и политический деятель.

## Биография
Родилась в 1918 году. Член КПСС с 1942 года.
С 1941 года находилась на хозяйственной, общественной и политической работе. В 1941—1984 гг. — на комсомольской, партийной работе в городе Москва, выпускница Высшей партийной школы при ЦК КПСС, секретарь Красногвардейского районного комитета КПСС, секретарь, 2-й, 1-й секретарь Бауманского районного комитета КПСС города Москвы, заместитель председателя Исполнительного комитета Московского городского Совета. 
Делегат XXII, XXIII, XXIV, XXV и XXVI съездов КПСС.
Умерла после 2003 года.